# Công ty Trách nhiệm hữu hạn Cổ phần Y dược Hằng Thụy
Công ty Trách nhiệm hữu hạn Cổ phần Y dược Hằng Thụy (tiếng Trung: 江苏恒瑞医药股份有限公司), còn gọi tắt là Công ty Y dược Hằng Thụy (tiếng Trung: 恒瑞医药), là một công ty dược phẩm của Trung Quốc chuyên sản xuất và phân phối đa dạng các vật liệu đóng gói thuốc, hóa trị liệu chữa ung thư, thuốc cho tim, thuốc giảm đau, thuốc kháng sinh và các sản phẩm có liên quan. Đây là công ty dược phẩm đã niêm yết lớn nhất tại Trung Quốc.

## Lịch sử
Thành lập năm 1970, Công ty Dược phẩm Hằng Thụy-tỉnh Giang Tô ban đầu do nhà nước sở hữu và được gọi là Xưởng sản xuất Dược phẩm Liên Vân Cảng (tiếng Trung: 连云港制药厂). Trụ sở đặt tại địa cấp thị Liên Vân Cảng, tỉnh Giang Tô, công ty được thành lập theo hình thức hiện tại là vào năm 1977. Công ty niêm yết trên Sàn Giao dịch Chứng khoán Thượng Hải vào năm 2000 và hiện đặt địa điểm tại Trung Quốc, Hoa Kỳ, Đức, Thụy Sĩ, Nhật Bản và Úc.

## Nghiên cứu và phát triển
Năm 2020, công ty Dược phẩm Hằng Thụy lập ra phòng nghiên cứu và phát triển tại khu Princeton, bang New Jersey, Hoa Kỳ và văn phòng còn lại nằm ở thành phố Basel, Thụy Sĩ. Ngoài ra, Công ty Cổ phần Điều trị Hằng Thụy châu Âu đặt tại Thụy Sĩ còn lập ra các đơn vị nghiên cứu và phát triển của riêng mình. Trọng tâm của họ tập trung vào kỹ thuật thiết kế protein và nền tảng công nghệ RNA thông tin.